# Olympische Sommerspiele 1992/Teilnehmer (Westsamoa)
| Gelbes Symbol für Goldmedaillen mit stilisierten Olympischen Ringen | Graues Symbol für Silbermedaillen mit stilisierten Olympischen Ringen | Braundes Symbol für Bronzemedaillen mit stilisierten Olympischen Ringen |
| ------------------------------------------------------------------- | --------------------------------------------------------------------- | ----------------------------------------------------------------------- |
| —                                                                   | —                                                                     | —                                                                       |

Westsamoa nahm an den Olympischen Sommerspielen 1992 in Barcelona, Spanien, mit einer Delegation von fünf Sportlern (allesamt Männer) an fünf Wettbewerben in zwei Sportarten teil. Es war die dritte Teilnahme des Landes an Olympischen Sommerspielen.

## Teilnehmer nach Sportarten

### Boxen
- Likou Aliu
  - Mittelgewicht

Runde eins: ausgeschieden gegen Raymond Joval aus den Niederlanden durch technischen KO in der dritten Runde (1:30 Minuten)
Rang 17

- Emilio Leti
  - Schwergewicht

Runde eins: ausgeschieden gegen Arnold Vanderlyde aus den Niederlanden durch Punktniederlage (0:14)
Rang 17

- Maselino Tuifao
Runde eins: Freilos
Runde zwei: ausgeschieden gegen Michael Carruth aus Irland durch Punktniederlage (2:11)
Rang neun

### Gewichtheben
- Marcus Stephen
  - Federgewicht

Finale: 275,0 kg, Rang neun
Reißen: 117,5 kg, Rang 14
Stoßen: 157,5 kg, Rang sieben

- Jeremiah Wallwork
  - 1. Schwergewicht

Finale: 290,0 kg, Rang 20
Reißen: 130,0 kg, Rang 22
Stoßen: 160,0 kg, Rang 20